# Список іноземних агентів (Росія)
«Іноземний агент» в Росії — особа, яка, на думку російського уряду, отримує фінансування з-за кордону і бере участь у політичній діяльності Росії, поширенні інформації як засіб масової інформації на території Росії або зборі військово-технічної інформації в межах Росії.

## «Іноземний агент» у Росії
На діяльність «іноземних агентів» держава накладає низку обмежень та вимог. Станом на березень 2021 року «іноземні агенти» в Росії поділяються на три групи, які у різні роки були визначені законодавчо:
- Неприбуткові організації — «іноземні агенти» — з 2012.[1][2]
- ЗМІ — «іноземні агенти» — з 2017 року.[3]
- Фізичні особи — «іноземні агенти» з 2020.[4] Фізична особа — «іноземний агент» може бути додатково визнана ЗМІ, що тягне за собою обов'язок реєстрації відповідної юридичної особи.[4]
- Незареєстровані громадські об'єднання — «іноземні агенти» — з 2021.[5]

Реєстри (списки) «іноземних агентів» веде Міністерство юстиції РФ, а з 2020 року особисто Міністр Юстиції Росії Чуйченко, додаючи в них інформацію або видаляючи звідти організації.
Законом передбачено обов'язок організації, яка виконує функції «іноземного агента», самостійно повідомити про те, що вона виконує так звані «функції іноземного агента» Мін'юст, та ініціювати своє включення до реєстру. Проте, Міністерство юстиції Російської Федерації може встановити статус НПО як «іноземного агента» за власним бажанням та вимагати від НПО подати заяву про включення до Реєстру. У разі відмови НПО від подання такої заяви Мін'юст має право оштрафувати організацію або призупинити її роботу на строк до півроку. Рішення Міністерства може бути оскаржене у судовому порядку.
З 1 грудня 2022 року ведеться єдиний реєстр осіб та організацій, які виконують функції «іноземних агентів».

### Історія
Оскільки включення до реєстру багатьма розцінювалося як навішування на НПО негативно забарвленого ярлика, який завдавав удару репутації і представляв НПО ворожим елементом (у зв'язку з тлумаченням словосполучення «іноземний агент» як синоніма словосполучення «іноземний шпигун»), після прийняття органи виконавчої влади не дуже активно виконували його вимоги . Так, за даними на 1 серпня 2014 року до реєстру було включено лише 11 організацій, незважаючи на те, що офіційними особами через чотири місяці після ухвалення закону заявлялося про 654 організації — потенційних кандидатів на потрапляння до списку. При цьому, хоча ряд фахівців вказують на необхідність обліку «іноземних агентів» як лобістів, вважається, що збитки репутації зберігаються і після виключення організації з реєстру.
Надалі число НПО у реєстрі почало збільшуватися. Так, станом на березень 2017 року в реєстрі було вже 102 організації, при цьому частині з них вдалося досягти формального виключення . Проте Мін'юст продовжував відображати їх у списку на своєму сайті, вказуючи дату та причину припинення статусу «іноземного агента» . Ведення реєстру регулювалося відомчим наказом Мін'юсту, який не передбачав повного викреслення інформації, до того ж застосовувався непослідовно. Так, у жовтні 2015 року з реєстру ненадовго зникли відомості про організації, які були виключені з нього, але невдовзі ці відомості повернулися до реєстру. В результаті, у січні 2016 року Костромський центр підтримки громадських ініціатив оскаржив у Верховному суді наказ Мін'юсту про порядок ведення реєстру некомерційних організацій, які виконують функції «іноземного агента», заявивши, що він суперечить федеральному закону про НПО і що продовження присутності в опублікованому реєстрі організації, яка припинила виконувати функції «іноземного агента», завдає шкоди її діловій репутації.
За підсумками юридичних розглядів, незважаючи на початкову позицію Мін'юсту про відповідність такого порядку ведення реєстру закону, наказ було відкориговано, а відомості про організацій, які перестали виконувати функції «іноземного агента», у березні 2017 року були повністю виключені з реєстру. Графи про дату та причину виключення в самому реєстрі при цьому залишилися.

### Статистика
За даними Deutsche Welle, з 200 НПО, визнаних «іноземними агентами» з 2013 року по лютий 2021 року, 45 вже не виконують функції «іноземного агента», 56 здійснили добровільний саморозпуск, 16 ліквідовано судом, 8 виключено з ЄДРЮО. У реєстрі такі профілі :
- 15 — права людини,
- 14 — громадянське просвітництво,
- 8 — боротьба з ВІЛ ,
- 7 — підтримка ЗМІ,
- 7 — допомога нужденним,
- 23 — інше.

Серед них 25 організацій з Москви, 13 — з Санкт-Петербурга, і понад 30 — з інших регіонів Росії.

## Списки «іноземних агентів»

### Неприбуткові організації, визнані «іноземними агентами»
Внесення до Реєстру відбулося з посиланням на статтю 32 Федерального закону від 12.01.1996 № 7-ФЗ «Про некомерційні організації».

### Засоби масової інформації, визнані «іноземними агентами»
Внесення до Реєстру відбулося з посиланням на статтю 25.1 Закону Російської Федерації від 27.12.1991 № 2124-1 «Про засоби масової інформації».

### Фізичні особи, визнані ЗМІ— «іноземними агентами»
Внесення до Реєстру відбулося з посиланням на Статтю 6 Закону Російської Федерації від 27.12.1991 № 2124-1 «Про засоби масової інформації».

### Фізичні особи, визнані «іноземними агентами»
Внесення до реєстру відбулося з посиланням на статтю 2.1 Федерального закону від 28.12.2012 № 272-ФЗ «Про заходи впливу на осіб, причетних до порушень основних прав і свобод людини, прав і свобод громадян Російської Федерації».

### Незареєстровані громадські об'єднання, визнані «іноземними агентами»
Внесення до Реєстру відбулося з посиланням на статтю 29.1 Федерального закону від 19.05.1995 № 82-ФЗ «Про громадські об'єднання».